# Menagerie

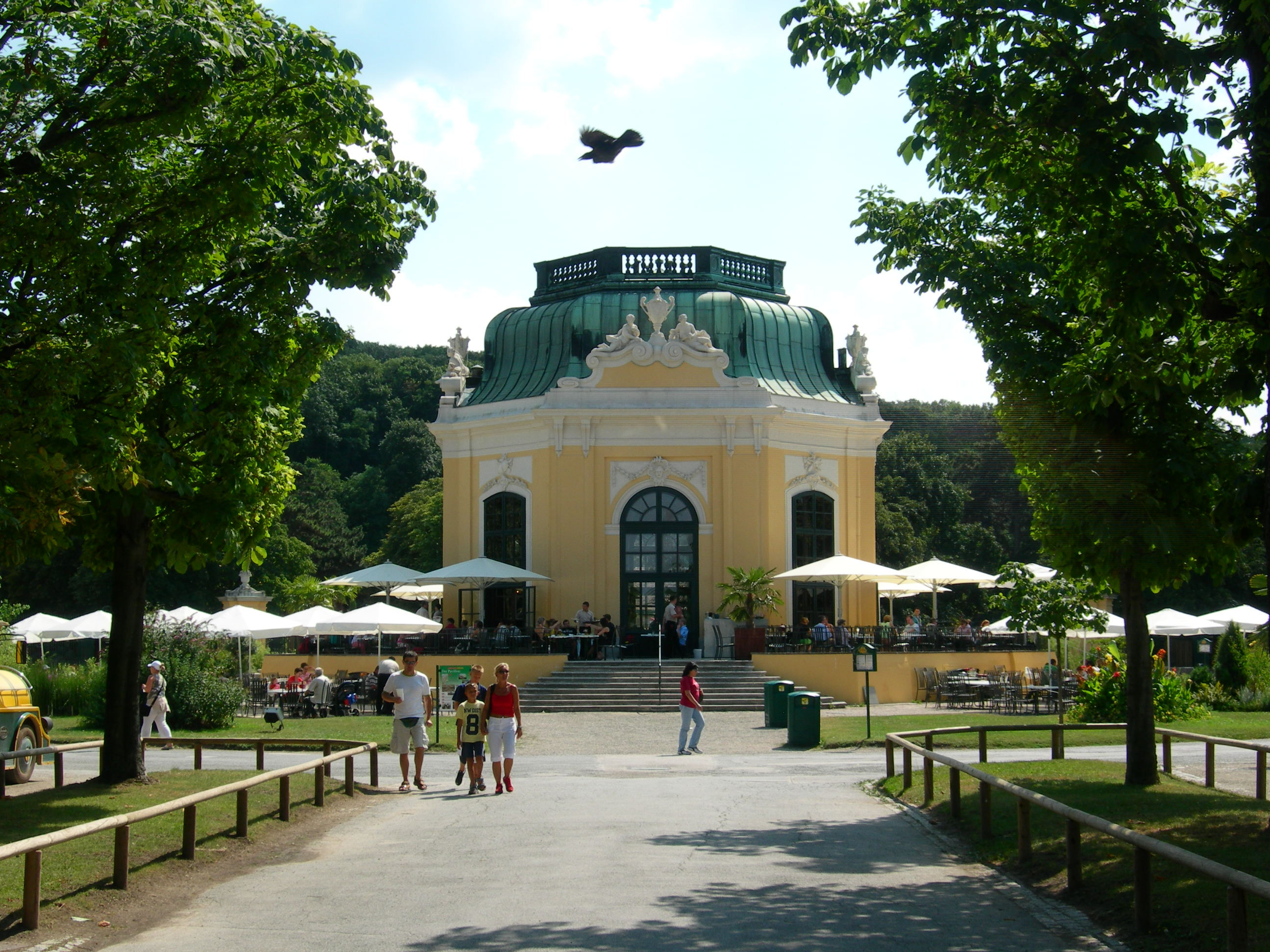
Der von Jean Nicolas Jadot entworfene und 1759 erbaute Pavillon der Menagerie des Habsburger Hofes, des heutigen Tiergartens Schönbrunn in Wien.

Die Menagerie ist eine historische Form der Tierhaltung und als solche der Vorläufer des zoologischen Gartens, der sich erst im Laufe des 19. Jahrhunderts entwickelte. Der Begriff Menagerie stammt aus dem Französischen und ist, dem bäuerlichen Wortschatz entlehnt, seit dem 17. Jahrhundert als Bezeichnung für eine höfische Tierhaltung belegt. Die Encyclopédie méthodique von 1782 definiert Menagerie als „établissement de luxe et de curiosité“. Erst später wurde der Begriff auch auf Wanderausstellungen (Wandermenagerie), die durchs Land zogen und auf Jahrmärkten gastierten, übertragen.

## Höfische Menagerien

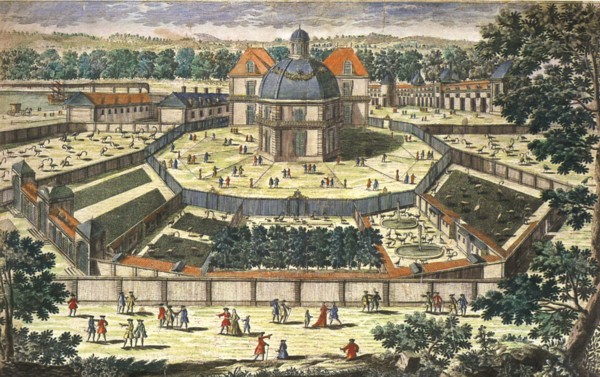
Die höfische Menagerie im Schlosspark von Versailles zur Zeit Ludwigs XIV.

Eine höfische Menagerie war direkt an den Hof eines Aristokraten oder eines Herrschers angegliedert. So befand sie sich meist im Garten eines größeren Anwesens oder, ähnlich wie Fasanerien und Orangerien, in einem Schlosspark.
Die höfischen Menagerien unterscheiden sich von zoologischen Gärten dadurch, dass sie von Adeligen getragen und nicht primär wissenschaftlich ausgerichtet waren. Sie dienten zur Demonstration von Macht oder Reichtum und gaben der adeligen Gesellschaft die Möglichkeit zur Zerstreuung. Nur vereinzelt wurden sie auch zu Orten wissenschaftlicher Studien. Zoologische Gärten hingegen waren in den meisten Fällen Gründungen des Bürgertums und wurden von Verantwortlichen getragen, die einen wissenschaftlichen und pädagogischen Anspruch vertraten.
Bereits im Mittelalter gab es höfische Menagerien. Die wohl bedeutendste war die königliche Menagerie im Tower of London, die 1235 unter Heinrich III. von England (1207–1272) ihren Anfang nahm, unter anderem mit einem Elefanten. Im 16. Jahrhundert begann auch die italienische Aristokratie, in den Gärten ihrer Residenzen am Rande der Städte exotische Tiere zu halten. Dazu gehörte vor allem auch die Villa von Kardinal Scipione Borghese (1577–1633) bei Rom.
Im frühen 15. Jahrhundert wurde im Schloss São Jorge in Lissabon eine königliche Menagerie eingerichtet. Nach der Schlacht von Ceuta im Jahre 1415 brachte König Johann I. von Portugal zwei Berberlöwen nach Lissabon zurück, die in einem großen Raum in seinem Palast von Lissabon gezeigt wurden. Dieser Raum des Palastes wurde als Casa dos Leões (Portugiesische: das „Haus der Löwen“) bekannt; heute wird das Gebiet von einem berühmten Restaurant mit demselben Namen genutzt. Später, 1494, verbrachte der Nürnberger Humanist und Geograph Hieronymus Münzer fünf Tage in Lissabon und sah diese Löwen, von denen er behauptete, sie seien die schönsten wilden Tiere gewesen, die er je gesehen hatte. Das Wildgehege König Manuels I. von Portugal im Palast zu Ribeira in Lissabon wurde zu Beginn des 16. Jahrhunderts in Europa bestaunt wegen der kolossalen Dickhäuter, die Manuel aus Indien zu importieren pflegte und von denen der Elefant Hanno und Dürers Rhinozeros als Geschenke an Papst Leo X. berühmt wurden.
Zu einer regelrechten Blüte kamen die Menagerien, seit Ludwig XIV. (1638–1715) im Schlosspark von Versailles in den Jahren 1663/64 einen Komplex aus Gehegen für exotische Tiere anlegen ließ. In dieser Menagerie wurden ab 1664 exotische Tiere gehalten. Von 1668 bis 1681 lebte hier der Elefant Ludwigs XIV. Der Gehegekomplex in Versailles war fächerförmig um einen Platz herum angeordnet, in dessen Mitte ein Pavillon mit Kuppeldach stand. Die rund um einen achteckigen Zentralbau als symmetrisches Rondell gruppierte Barockanlage wurde zum Vorbild vieler anderer höfischer Menagerien, so auch für die 1752 entstandene Menagerie im Schlosspark von Schönbrunn. Die Menagerie von Schönbrunn besteht als einzige bis heute, sie hat sich allerdings zu einem wissenschaftlich orientierten, modernen Tiergarten entwickelt. Aufgrund der örtlichen Kontinuität wird der heutige Tiergarten Schönbrunn vielfach als ältester Zoo der Welt bezeichnet.
Höfische Menagerien aber folgten in ihrer Architektur nicht unbedingt nur dem französischen Vorbild, sondern es entstanden später auch Menagerien im englischen Gartenstil, wie etwa die Menagerie des preußischen Königs Friedrich Wilhelm III. (1770–1840) auf der Pfaueninsel in Berlin-Wannsee. Die Leidenschaft vieler Fürsten für die Haltung exotischer Tiere ging jedoch mit der Zeit zurück. Auch durch den Aufstieg des Bürgertums wurden die höfischen Menagerien allmählich verdrängt und die bürgerlichen zoologischen Gärten traten an ihre Stelle.

## Wandermenagerien

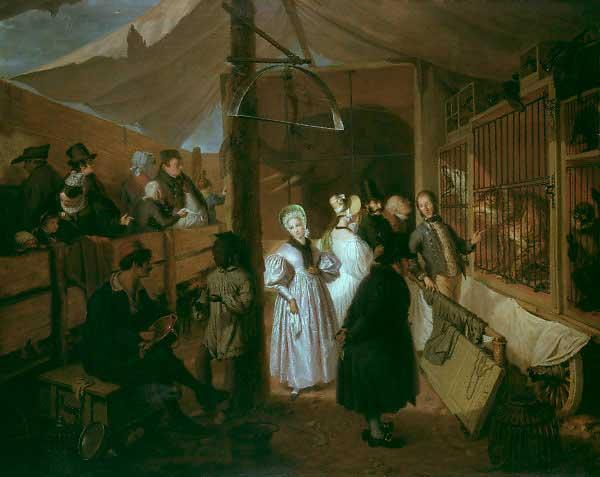
Johann Geyer: Das Innere einer Tierbude, 1835; Öl auf Leinwand, 56,3 × 70,3 cm; Museum der bildenden Künste, Leipzig

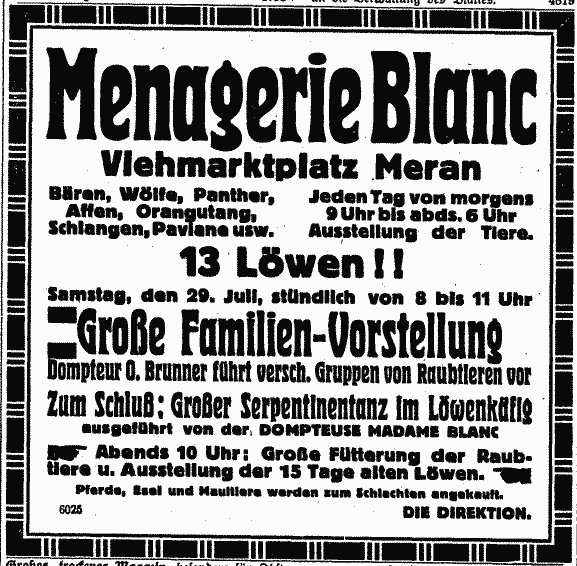
Werbeschaltung der Südtiroler Landeszeitung für die in Meran weilende Menagerie Blanc, Sommer 1922

Seit etwa Mitte des 18. Jahrhunderts zogen in Mitteleuropa so genannte Wandermenagerien mit ihren Tierbuden von Ort zu Ort und befriedigten die Sensationslust der Bevölkerung, indem sie dieser exotische Tiere zur Schau darboten. Die Wandermenagerien sind von den höfischen Menagerien zu unterscheiden. Ihre Betreiber, die Menageristen, gehörten zum fahrenden Volk und damit zu den gesellschaftlichen Außenseitern. Erst später gelangten einige durch ihre Tierschauen zu Ansehen und Reichtum. Teilweise führten sie sogar große Tiere wie Elefanten oder Giraffen mit sich und erregten dadurch die Aufmerksamkeit der Bevölkerung, die solche Tiere nicht kannte. Eine der bedeutendsten Wandermenagerien in Europa in der ersten Hälfte des 19. Jahrhunderts war die der niederländischen Brüder van Aken. Die Darbietungen des Berliner Tierschaustellers Garnier wurden in ganz Europa bekannt, als in den Jahren 1819 und 1820 zwei Elefanten aus seiner Menagerie durch Kanonenkugeln getötet wurden. Der Elefant Baba zum Beispiel war zwischen 1824 und 1840 so populär, dass die Wandermenagerien ihre Dickhäuter zuweilen unter demselben Namen vorführten. In den USA kam die Menagerie Van Amburgh zu großer Berühmtheit, zumal sie eine der wenigen war, die den Amerikanischen Bürgerkrieg (1861–1865) überlebte. Ende des 19. Jahrhunderts machte P. T. Barnum den Elefanten Jumbo mit einer Tournee durch die Vereinigten Staaten weltberühmt.

## Menagerien heute
Vor allem die höfischen Menagerien sind ein historisches Phänomen und als solche heute nicht mehr in Funktion. Diese historische Form der Tierhaltung ist mittlerweile vollständig durch moderne Zoos – sowohl in ihrer programmatischen Ausrichtung als auch in ihrem architektonischen Erscheinungsbild – abgelöst worden. In Versailles beispielsweise sind im Park des Versailler Schlosses nur noch die architektonischen Reste und der architektonische Grundriss zu besichtigen. Auf der Pfaueninsel in Berlin existieren zwar noch einzelne Volieren, doch die königlich-preußische Menagerie besteht nicht mehr in ihrer Gesamtheit. Allein im Tiergarten Schönbrunn werden auch in den historischen (der modernen Zootierhaltung angepassten) Menageriegebäuden weiterhin exotische Tiere gehalten. Seinem Namen, seinem Selbstverständnis und auch der Definition eines Zoos nach ist er heute ein wissenschaftlich ausgerichteter Zoologischer Garten und keine höfische Menagerie mehr. Trotzdem kann das barocke Ensemble noch immer einen guten Eindruck von der Architektur höfischer Menagerien nach dem Vorbild von Versailles vermitteln.
Eine einzige Institution trägt den Namen „Menagerie“ noch heute. Dies ist die Ménagerie du Jardin des Plantes in Paris, die allerdings bereits von ihrer Entstehung an den modernen, bürgerlichen Zoologischen Gärten zuzurechnen ist. So entstand sie 1793 als Gründung des Bürgertums und bot namhaften Naturwissenschaftlern die Möglichkeit, exotische Tiere zu erforschen.